# SN 2004bp
SN 2004bp – supernowa typu Ia odkryta 3 maja 2004 roku w galaktyce M+06-25-14. W momencie odkrycia miała maksymalną jasność 18,00m.